# 宮里栄輝
宮里 栄輝（みやさと えいき 、1898年（明治31年）3月2日 - 1984年（昭和59年）1月10日）は、日本の政治家。沖縄県真和志市（現・那覇市）長。立法院議員。

## 来歴
沖縄県真和志間切（のち島尻郡真和志村→真和志市、現・那覇市）与儀に生まれる。沖縄県立第一中学校（現・沖縄県立首里高等学校）を経て、熊本の第五高等学校に入るが、1年で中退する。東京の私立大学（大学名不明）に入るが、ここも中退した。その後は沖縄県立図書館に勤務する。以後は沖縄文化の研究に没頭する。1940年に図書館を退職。翌年開南中学校講師となる。1942年、小学校教師の石川初子と結婚する。1945年、熊本に疎開し、終戦を迎える。終戦後は沖縄県の疎開者の生活を守る活動をし、沖縄人連盟の九州本部の会長に選ばれ、1946年に沖縄に戻った。1947年、沖縄建設懇談会の発起人となる。
1948年、真和志村村長選挙に立候補したが、翁長助静に敗れ落選。同年の村議選で当選。1950年の村長選に立候補したが、現職の翁長に1票差で敗れた。しかし、宮里側は裁判所に異議申し立てを行い、当選が認められ、村長に就任した。1953年真和志村は市制施行し、初代市長となる。翌年の市長選挙で再び立候補した翁長に敗れた。1956年、立法院議員選挙に第16区から立候補し、当選する。1958年の立法院議員選挙では妻の初子を立候補させ、当選した（1960年の選挙で落選）。1960年の那覇市長選挙に立候補したが落選した。
その後は琉球政府文化財保護委員長、沖縄歴史研究会会長、那覇市政革新共闘会議議長、琉球政府公安委員長、同中央教育委員、日中友好沖縄県民会議議長などを務めた。

## 親族
- 妻、宮里初子 - 立法院議員（女性初）。
- 長男、宮里一夫
- 次男、宮里千里 - 元那覇市職員、同職員労組委員長、古書店経営者。